# Mistakes Will Happen (film 1916)
Mistakes Will Happen è un cortometraggio muto del 1916 scritto, diretto e interpretato da Tom Mix. Al suo fianco, gli attori Victoria Forde (sua futura moglie), Sid Jordan e Pat Chrisman.

## Produzione
Il film fu prodotto dalla Selig Polyscope Company.

## Distribuzione
Distribuito dalla General Film Company, il film - un cortometraggio in una bobina - uscì nelle sale cinematografiche statunitensi il 2 dicembre 1916. In Brasile prese il titolo Como Isto Aconteceu.